# Give 'Em Enough Rope
Give 'Em Enough Rope es el segundo álbum de la banda punk rock británica The Clash, publicado en noviembre de 1978 en el Reino Unido y Europa.
Epic lo lanzó para los Estados Unidos, y fue el primer trabajo del grupo publicado en ese país, ya que el disco debut The Clash vio la luz en EE. UU. al año siguiente, 1979, y en una versión modificada. Las revistas Rolling Stone, Time y Sound lo eligieron como el mejor álbum del año.

## Historia
Inicialmente, las sesiones de grabación se llevaron a cabo en los estudios Marquee en Londres durante mayo de 1978. Sin embargo, se suspendieron por el descontento de los miembros con el sonido y volvieron a comenzar durante junio de ese mismo año en distintos estudios de la ciudad. El álbum estuvo completo para septiembre.
La buena impresión que le causó a la banda la producción de Never Mind the Bollocks de los Sex Pistols hizo que solicitaran a Chris Thomas y Bill Price que produjeran su segundo trabajo, pero ambos estaban ocupados en otra producción, por lo cual se contrató al escritor y productor estadounidense Sandy Pearlman, colaborador histórico de Blue Öyster Cult. No se sabe si Pearlman fue elegido por decisión de la discográfica CBS o si fue por los mismos miembros de la banda.
A petición de Pearlman, The Clash viajó a los Estados Unidos para las sesiones y mezclas finales en San Francisco y Nueva York. Durante su estadía en América, vieron una tarjeta postal con el título "End of the Trail" ("Fin del sendero") en un negocio cercano al estudio, que mostraba el cadáver de un cowboy, comido por buitres. Sobre esa base, el diseñador Gene Greif creó la portada del disco.
En la versión estadounidense, el tema "All the Young Punks" cambió su título por "That's No Way to Waste Your Youth", posiblemente porque la connotación de la palabra "punk" fuera muy ofensiva para los compradores estadounidenses.
"Tommy Gun" e "English Civil War" fueron editados como sencillos y llegaron a los puestos n.º 19 y 25, respectivamente, en el UK Singles Chart. Por su parte, el álbum fue segundo en el Reino Unido y 128.º en los Estados Unidos. 
La canción "Guns on the Roof" se inspiró tras un altercado con la policía, en el que se vio involucrada la banda, luego de que Paul Simonon y Topper Headon fueran arrestados y multados por disparar con armas de aire comprimido a los gorriones que se posaban en el techo de su sala de ensayos.

## Lista de temas
Todos fueron compuestos por Mick Jones y Joe Strummer, a menos que se indique otro autor.
1. "Safe European Home" – 3:50
2. "English Civil War" (tradicional, modificado por Mick Jones y Joe Strummer) – 2:35
3. "Tommy Gun" – 3:17
4. "Julie's Been Working for the Drug Squad" – 3:03
5. "Last Gang in Town" – 5:14
6. "Guns on the Roof" (Mick Jones, Joe Strummer, Paul Simonon y Topper Headon) – 3:15
7. "Drug-Stabbing Time" – 3:43
8. "Stay Free" – 3:40
9. "Cheapskates" – 3:25
10. "All the Young Punks (New Boots and Contracts)" – 4:55

## Miembros
- Joe Strummer – voz y guitarra
- Mick Jones – guitarra y voz
- Paul Simonon – bajo
- Topper Headon – batería